# Tordyveltjärnen, Ångermanland
Tordyveltjärnen är en sjö i Sollefteå kommun i Ångermanland och ingår i Ångermanälvens huvudavrinningsområde.